# Eustácio de Epifânia
Eustácio de Epifânia (em grego: Εὐστάθιος Ἐπιφανεύς; romaniz.: Eustáthios Epiphaneús) foi um historiador do Império Bizantino dos séculos V e VI.

## Vida
Eustácio era nativo de Epifânia, na Síria. De acordo com a Suda, escreveu uma obra chamada Crônica Breve, hoje perdida em sua forma original, que foi utilizada como fonte por João Malalas e Evágrio Escolástico. A obra dividia-se em dois livros, sendo o primeiro dedicado à narrativa da queda de Troia e a fuga de Eneias, enquanto o segundo avançava até o Cerco de Amida de 502, no contexto da Guerra Anastácia entre o Império Bizantino e o Império Sassânida. Ainda escreveu uma epítome de Flávio Josefo (Histórico da Arqueologia Judaica por Josefo), que estava incluída no catálogo de livros da biblioteca de Patmos do século XII e deve ser o mesmo texto preservado em um manuscrito do século XIII/XIV de Paris. Segundo Malalas, faleceu antes de completar sua obra. Publicações mais antigas colocaram que faleceu em 504 (PIRT) ou 505 (Oxford Dictionary of Byzantium), mas Warren Treadgold apontou que é implausível que tenha morrido antes de 518, já que utilizou como fonte Zósimo, que ainda estava vivo nos anos indicados as obras mais antigas. De todo modo, já estava morto em 527, quando Malalas lançou parte de sua obra.